# Villogorgia robusta
Villogorgia robusta is een zachte koraalsoort uit de familie Plexauridae. De koraalsoort komt uit het geslacht Villogorgia. Villogorgia robusta werd voor het eerst wetenschappelijk beschreven door Thomson & Henderson. 